# Граціанський Олексій Миколайович
Граціанський Олексій Миколайович (* 7 (20) березня 1905, Київ — † 20 січня 1987, Київ) — Герой Радянського Союзу, авіаконструктор, льотчик-випробувач 1-го класу, кандидат географічних наук.

## Біографія
Народився 20 березня 1905 року в Києві. У 1917—1919 роках жив в місті Бердичів Житомирської області. Дитинство і юність провів у Києві.
У 1919—1921 роках працював учнем слюсаря на заводі «Ремвоздух-6», на якому ремонтувались авіаційні мотори. З літа 1921 — студент Київського політехнічного інституту. Займався в планерном гуртку при інституті, брав участь у Всесоюзних планерних змаганнях у Коктебелі. Проходив практику на заводах «Дукс» (Москва) та «Червоний льотчик» (Ленінград).
З січня 1925 року проходив практику в КБ К. А. Калініна, де брав активну участь у проектуванні літака К-1. Навесні 1928 року захистив дипломний проект за фахом інженера-механіка по літакобудування і без відриву від виробництва закінчив Харківську авіаційну школу ЦПФ. Працював у КБ К. А. Калініна в Харкові інженером-аеродинаміки, брав участь у проектуванні літаків К-2, К-4, К-5, К-7, був провідним конструктором літака К-3. У 1931 році спроектував і побудував на Харківському авіазаводі двомісний навчально-тренувальний літак «Омега». На всесоюзному конкурсі цього проекту була присуджена перша премія.
З 1928 року одночасно з конструкторською роботою займається льотно-випробувальної роботою в КБ К. А. Калініна. Брав участь у випробуваннях літаків К-4, К-5, К-6, К-9, К-10:
- Восени 1931 року на літаку К-5 виконав переліт Харків — Ростов-на-Дону — Мінеральні Води — Красноводськ — Ашхабад — Самарканд — Ташкент — Оренбург — Самара — Пенза — Харків;
- в 1932 році — переліт за маршрутом Харків — Київ — Житомир — Вінниця — Одеса — Миколаїв — Херсон — Запоріжжя — Макіївка — Краматорськ — Харків.

В 1932—1933 роках був начальником льотно-навчальної частини Полтавської Всеукраїнської школи льотчиків. З січня 1934 року — на викладацькій роботі в Московському авіаційному інституті, де читав курс лекцій з конструкції та проектування літаків. З листопада 1934 року — льотчик Полярної авіації. У 1935 році закінчив Серпуховскую школу сліпих польотів. Влітку 1937 року провів випробування купленої в США амфібії S-43, на якій восени 1937 року брав участь у пошуках зниклого екіпажу С. О. Леваневського. З 1940 року — льотчик-випробувач авіазаводу № 22 (Філі); випробував серійні бомбардувальники СБ і Пе-2, провів випробування бомбардувальника Ар-2.
З вересня 1941 по лютий 1943 року — льотчик військово-транспортної авіації, на літаку Лі-2 займався доставкою вантажів на фронт, в блокадний Ленінград. У 1943—1952 роках — льотчик-випробувач авіазаводу № 23 (Філі); випробував серійні бомбардувальники Ту-2 і Ту-4, брав участь у випробуваннях бомбардувальник Ту-12. З лютого 1952 року по січень 1955-го — льотчик-випробувач Льотно-дослідницького інституту (м. Жуковський). Брав участь у випробувальних польотах на важких літаках. Брав участь у випробуваннях експериментального літака ШР конструкції ОКБ В. М. Мясіщева. 20 січня 1953 року спільно з Ф. Ф. Опадчим виконав перший політ на стратегічному бомбардувальнику М-4 і брав участь в його випробуваннях.

Надгробок Олексія Граціанського на Байковому кладовищі

Звання Героя Радянського Союзу із врученням ордена Леніна й медалі «Золота Зірка» Олексію Миколайовичу Граціанському присвоєно 1 травня 1957 року за мужність і героїзм, проявлені при випробуванні нової авіаційної техніки. За час льотної роботи освоїв 49 типів літаків.
У 1955—1958 роках працював інспектором Відділу льотної служби ПДЧ, викладав у МАІ. У 1958—1968 роках — заступник Генерального конструктора — начальник льотно-випробувального комплексу ОКБ О. К. Антонова. З 1968 року працював у відділі технічної інформації ОКБ О. К. Антонова. Кандидат географічних наук. Був членом Головної редакційної колегії інформаційних видань ВІНІТІ. Жив у Києві. Нагороджений трьома орденами Леніна, медалями. Автор книг Уроки Севера. Л., 1979; Полёт среди молний.
Помер 20 січня 1987 року. Похований у Києві, на Байковому кладовищі.